# Zakład Karny w Uhercach Mineralnych
Zakład Karny w Uhercach Mineralnych został utworzony w obecnej lokalizacji w 1972 roku rozporządzeniem ministra sprawiedliwości. W strukturach zakładu funkcjonują 2 oddziały zewnętrzne w Średniej Wsi i Jabłonkach.